# زنامينسك (كالينينغراد)
زنامينسك (بالروسية: Знаменск) هي مدينة في مقاطعة كالينينغراد أوبلاست في روسيا.
يبلغ عدد سكانها حوالي 3758 نسمة.

## أعلام
- والتر شوتس